# 1891 na televisão

## Nascimentos
| Data          | Nome         | Profissão | Nacionalidade  | Observações | Ref   |
| ------------- | ------------ | --------- | -------------- | ----------- | ----- |
| 10 de abril   | Tim McCoy    | ator      | Estados Unidos | m. 1978     | [ 1 ] |
| 7 de setembro | Roscoe Karns | ator      | Estados Unidos | m. 1970     | [ 2 ] |

## Mortes
| Data | Nome | Profissão | Nacionalidade | Observações | Ref |
| ---- | ---- | --------- | ------------- | ----------- | --- |